# Бело езеро
Белото езеро (на македонска литературна норма: Бело Езеро) е ледниково езеро в Шар планина, в нейния източен дял. Намира се на територията на Северна Македония. Смятано е за едно от най-хубавите шарпланински езера.
Разположено е във водосборния басейн на Боговинската река, в масива на връх Бориславец, в чието северно подножие са Белото и Боговинското езеро, а в южното подножие – Църното езеро.
Намира се на надморска височина 2275 метра. Според проучване от 2020 година, направено във връзка с подготовката за създаване на Национален парк „Шар Планина“, езерото има повърхност от 1482 m2 и дълбочина 1 m.  Дълго е 203,4 m и широко 100 m, бреговата му линия е с дължина 520,7 m. Формата му е издължена от север на юг. Захранва се от снеготопенето и от околни извори, а от него изтича поток, който се влива в Боговинската река. Водата на езерото е много прозрачна.